# Oroniscus hessei
Oroniscus hessei là một loài chân đều trong họ Oniscidae. Loài này được Verhoeff miêu tả khoa học năm 1936.